# Lacul Fontan
Lacul Fontan este un lac natural din lunca Prutului, în sudul Republicii Moldova